# Nikolina Pristaš
Nikolina Pristaš (1976.) je koreografkinja i plesačica članica izvedbene skupine BADco.
Nakon završene Škole za ritmiku i ples (1994.) pleše za Zagrebački plesni ansambl čija je članica do 2000.godine. Tijekom tog perioda njena glavna plesna pedagoginja bila je Kilina Cremona (Cunningham tehnika). Nikolina se kontinuirano educirala uzimajući radionice/seminare raznih plesnih umjetnika u Europi i Sjedinjenim Američkim Državama (Norio Yoshida, DV8, Nienke Reehorst i Inaki Azpillaga, Adrian Heathfield, Alice Chauchat i Alix Eyaundi, Alvin Ailey Dance Center/ljetna škola, među ostalima). U tom periodu plesala je u predstavama domaćih i inozemnih koreografa - Irme Omerzo, Ive Nerine Sibile, Emilia Gutierreza, Alberta Bebeta Cidra, Alexeyja Tarana i drugih.
Pored rada na polju plesne umjetnosti paralelno je studirala na Filozofskom fakultetu u Zagrebu (odsjeci: Anglistika i Komparativna književnost) na kojem je diplomirala 2003.godine.
Zajedno s Pravdanom Devlahovićem, Ivanom Sajko i Goranom Sergejem Pristašem osniva 2000.godine BADco.
Njen prvi samostalni koreografski rad - koreografija "2" (prvi dio trodjelne plesne predstave 2tri4) - realiziran je u umjetničkoj suradnji unutar BADco.; "2" je bila selektirana u program Aerowavesa (London) 2002.godine te nagrađena (Hooge Huysen nagrada za mlade talente) na festivalu Julidans u Amsterdamu iste godine.
Povremeno daje satove suvremenog plesa i drži radionice (najčešće u suradnji s pojedinim članovima BADco.) u Hrvatskoj i inozemstvu.

## Koreografije i predstave
- Čovjek.Stolac (2000.)
- Diderotov nećak, ili krv nije voda (2001.)
- Solo Me (2002.)
- Rebro kao zeleni zidovi (2003.)
- Fleshdance (2004.)
- Deleted Messages (2004.)
- memories are made of this... (2006.)
- Promjene (2007.)

## Vanjske poveznice
- BADco.